# Lathrocasis tenerrima
Lathrocasis tenerrima är en blågullsväxtart som först beskrevs av Asa Gray, och fick sitt nu gällande namn av L.A. Johnson. Lathrocasis tenerrima ingår i släktet Lathrocasis och familjen blågullsväxter. Inga underarter finns listade i Catalogue of Life.